# Dīnārvand-e Bālā
Dīnārvand-e Bālā (persiska: ديناروند عليا, Dīnārvand-e ‘Olyā, Dīnārvand-e Soflá, Dīnārvand, دیناروند, دیناروند بالا) är en ort i Iran.   Den ligger i provinsen Lorestan, i den västra delen av landet, 400 km sydväst om huvudstaden Teheran. Dīnārvand-e Bālā ligger 1 212 meter över havet och antalet invånare är 409.
Terrängen runt Dīnārvand-e Bālā är kuperad åt sydost, men åt nordväst är den platt.Runt Dīnārvand-e Bālā är det ganska tätbefolkat, med 72 invånare per kvadratkilometer. Närmaste större samhälle är Khorramābād, 10,4 km norr om Dīnārvand-e Bālā. Omgivningarna runt Dīnārvand-e Bālā är i huvudsak ett öppet busklandskap.